# ニューバーグ

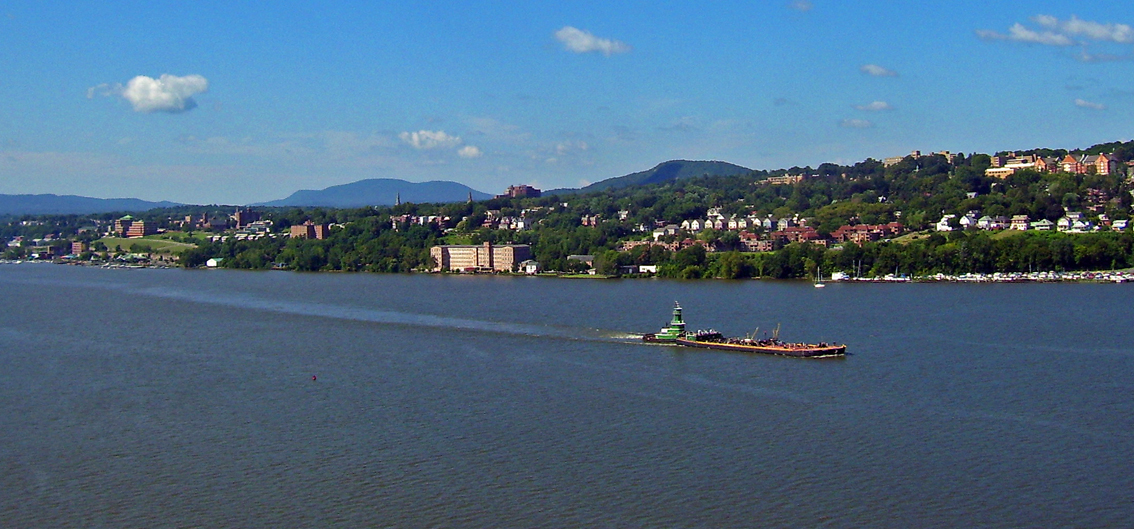
ニューバーグ・ビーコン橋から見たニューバーグ

ニューバーグ（英語:Newburgh）は、アメリカ合衆国ニューヨーク州のオレンジ郡にある都市。ニューヨーク市の北100kmに位置している。人口は2万8856人（2020年）。

## 概要
現在ニューバーグとなっている土地は1609年、ヘンリー・ハドソンが後のハドソン川となる川を探検している途中に立ち寄ったのが始まり。彼はこの地域一帯を「街を作るのに心地よい場所だ」と呼んだとされているが、後年にそう呼ばれた場所が同じくオレンジ州にある現在の村、コーンウォールオンハドソンだったのではないかと指摘する歴史研究家もいる。
最初に入植地が作られたのはそれから1世紀後の1709年、ルーテル派のドイツ人たちによるものであった。しかし1750年ごろには住んでいた人々もイギリス人やスコットランド人の子孫へととってかわるようになり、1752年には地域の名称もスコットランドにある都市ニューバーグにちなんでニューバーグ教区となった。1800年にニューバーグは村となり、1865年に市へと昇格した。いわゆる金ぴか時代と呼ばれた時代には繁栄し、ハドソン川が隣接していることもあって交通・産業の中心地となった。1960年代に経済の低迷、1970年代前半にオイルショックなどを経験し、都市再開発が実現できなかった時期も経験している。21世紀に入り、それまで以上に人種の多様化が進んだ。

オレンジ郡内の位置（右）

## 交通
- スチュワート国際空港：フロリダ方面の便がある。
- ビーコン駅：ハドソン川対岸のビーコンにあるメトロノース鉄道の駅。